# Генриетта д’Эсте
Генрие́тта д’Эсте́ (итал. Enrichetta d'Este), или Энрике́тта Мари́я д’Эсте́ (итал. Enrichetta Maria d'Este; 27 мая 1702, Модена, Моденское герцогство — 30 января 1777, Фиденца, Пармское герцогство) — принцесса из дома Эсте, дочь Ринальдо III д’Эсте, герцога Модены и Реджо. Первым браком жена герцога Антонио Фарнезе; в замужестве — герцогиня Пармы и Пьяченцы. Вторым браком жена ландграфа Леопольда Гессен-Дармштадтского; в замужестве — ландграфиня  Гессен-Дармштадта.
После смерти первого мужа некоторое время исполняла обязанности регента Пармского герцогства при своём «беременном животе». Беременность герцогини оказалась фикцией, посредством которой имперские Габсбурги пытались не допустить передачи владений дома Фарнезе испанским Бурбонам.

## Биография

### Семья и ранние годы
Родилась в Модене 27 мая 1702 года. Она была младшим выжившим ребёнком в семье Ринальдо III д’Эсте, герцога Модены и Реджо и Шарлотты Брауншвейг-Люнебургской, принцессы из дома Вельфов. По отцовской линии приходилась внучкой герцогу Модены и Реджо Франческо I д’Эсте и Лукреции Барберини. По материнской линии была внучкой герцога Брауншвейг-Люнебурга и князя Каленберга Иоганна Фридриха Брауншвейгского и Бенедикты Генриетты Пфальцской. 
В 1710 году после неудачных родов умерла мать Генритетты. Некоторое время её воспитанием занималась бабушка по материнской линии, затем отец, бывший кардинал, человек с суровым и жёстким характером. Он растил своих дочерей вдали от искушений придворной жизни, стараясь оградить их от общения с людьми, поведение которых герцог считал недостойным. Особенно ему не нравилась дружба принцесс с женой их старшего брата, Шарлоттой Аглаей Орлеанской. Детство и юность Генриетты прошли почти в монашеских условиях.

### Брачные планы
Матримониальные проекты с участием принцессы впервые появились, когда Генриетте было уже за двадцать лет. В 1725 году её имя вошло в список из семнадцати кандидаток в жёны французского короля Людовика XV. Однако премьер-министр Французского королевства посчитал происхождение Генриетты не достаточно высоким для будущей королевы из-за частых мезальянсов в доме Эсте. В итоге, её кандидатура была отклонена.
Следующим брачным проектом стало планирование свадьбы Генриетты с герцогом Пармы и Пьяченцы. Ситуация с правлением во владениях дома Фарнезе в начале XVII века была напряжённой. Согласно Лондонскому договору от 1718 года, в случае пресечения мужской линии династии правление должно было перейти к испанскому инфанту Карлу, сыну испанского короля Филиппа V и королевы Елизаветы Фарнезе. Интересы племянницы поддерживал её дядя и отчим, герцог Франческо Фарнезе,  брак которого с матерью испанской королевы оставался бездетным. Герцог также поощрял холостяцкий образ жизни своего младшего брата Антонио Фарнезе. В феврале 1727 года Франческо скоропостижно скончался, и Антонио занял его место. Под давлением со стороны римского папы и некоторых европейских правителей он согласился сочетаться браком. В супруги новому герцогу двор в Парме выбрал Генриетту д’Эсте, которая была вдвое младше пятидесятилетнего Антонио. 26 июля 1727 года в Модене представители сторон заключили брачный контракт, по которому приданное невесты составило сумму в 200 000 скудо. Однако жених не спешил отказываться от холостяцкого образа жизни. Лишь в январе 1728 года, и снова под давлением со стороны римского папы, Антонио назначил дату свадьбы. 5 февраля 1728 года в Модене состоялась церемония бракосочетания по доверенности.

### Герцогиня
6 июля 1728 года Генриетта д’Эсте торжественно въехала в Парму через ворота Порта-Сан-Микеле. Молодая герцогиня была очарована балами и театральными представлениями. Вначале Генриетте нравилась её жизнь при дворе, но вскоре она стала подозревать супруга в неверности. 20 (по другим данным 22) января 1731 года Антонио Фарнезе умер. За день до смерти он провозгласил своим наследником «беременный живот» супруги. Генриетта была объявлена регентом, вместе с епископом, первым государственным секретарём, майордомом и двумя судебными заседателями. В случае рождения у вдовствующей герцогини дочери, владения дома Фарнезе должны были перейти к инфанту Карлу. Сразу после смерти герцога в Парму вошли имперские войска во главе с графом Карло Стампа из Сончино под предлогом сохранения преемственности в наследовании герцогского престола.
Беременность Генриетты была поставлена под сомнение не только в Мадриде, но и в Риме. Римский папа Климент XII двумя бреве от 25 и 31 января заявил о правах Папского государства на территорию Пармского герцогства. Елизавета Фарнезе, защищая права сына, направила в Парму своих шпионов и мать, которую назначила полноправным представителем инфанта Карла. Генриетта превратилась в заложницу имперской политики, которая носила анти-испанский характер. Вдовствующая герцогиня обратилась за помощью к отцу, который посоветовал ей выполнять всё, что от неё потребует император. 31 мая 1731 года, по настоянию Елизаветы Фарнезе, было проведено медицинское обследование Генриетты, которое, к удивлению испанской королевы, подтвердило у вдовствующей герцогини беременность сроком в семь месяцев. В конце июля двор в Мадриде потребовал публичных родов для Генриетты. Эмиссар императора в Парме стал готовить вдовствующую герцогиню к имитации родов. Но в сентябре политика императора в отношении Пармского герцогства поменялась. Фарс с «беременностью» Генриетты был официально прекращён 13 сентября 1731 года. Официально было объявлено, что ребёнок умер, не родившись. 29 декабря того же года новым правителем во владениях дома Фарнезе стал инфант Карл. Отец запретил Генриетте возвращаться в Модену. Вдовствующей герцогине пришлось вернуть фамильные драгоценности Елизавете Фарнезе и принять содержание, которое ей назначил новый правитель Пармы и Пьяченцы.

### Поздние годы
Позднее Генриетта переехала в Пьяченцу, откуда в Фиденцу и Кортемаджоре. 23 марта 1740 года в Пьяченце она вышла замуж за ландграфа Леопольда Гессен-Дармштадтского, который скончался 27 октября 1764 года. Генриетта д’Эсте умерла 30 января 1777 года и была похоронена в монастыре капуцинов в Фиденце.